# Gonzalo Salgueiro
Gonzalo Salgueiro (Montevideo, Uruguay, 5 de agosto de 1986) es un exfutbolista uruguayo que se desempeñaba como portero.
Actualmente se desempeña en el rol de Manager/Director Deportivo en el Club Atlético Mitre de Santiago del Estero, Argentina.

## Carrera
Debutó profesionalmente en Bella Vista en 2004. Tuvo un breve pasaje por Juventud donde logró el ascenso a primera división en 2006 y estuvo en el club hasta 2007. En ese mismo año fue transferido a Peñarol, logrando ganar el Torneo Clausura en 2008 donde permaneció hasta el 2009, cuando pasó al Kalamata de Grecia. En 2010 pasó al Astra Ploiesti, allí jugó seis meses y en julio de ese año fue transferido a Boston River. En julio del 2012 fue transferido a Juventud del Argentino A. Ahí logró también ascender al Nacional B.
En diciembre del 2012 fue figura en la serie de penales que se disputó en La Punta, por la final de la Copa Planeta Xilium ante su clásico rival Sportivo Estudiantes.
El 19 de abril de 2013 ante Talleres de Córdoba sufrió la rotura de su tibia y peroné, lesión que lo obligó a estar fuera de las canchas por muchos meses. Recién el 6 de abril de 2015 volvió atajar oficialmente; fue ante 9 de Julio de Morteros, por la tercera fecha del Torneo Federal A. El partido terminó 0-0 y Salgueiro fue la gran figura de la tarde en el Mario Sebastián Diez.
En 2015 jugó en Guaraní Antonio Franco de Misiones y luego volvió a Uruguay para atajar en El Tanque Sisley consiguiendo el ascenso y vuelta del club a primera división.
En 2017 volvió a Juventud Unida (San Luis), hasta que se retiraria como jugador a mediados de 2019 pero se desempeñaria en el club como Director Deportivo y duraria hasta finales de 2023.
Actualmente esta como Director Deportivo en Club Atlético Mitre.

## Clubes

### Como jugador
| Club                      | País      | Año     | PJ | Goles |
| ------------------------- | --------- | ------- | -- | ----- |
| Bella Vista               | Uruguay   | 2004-06 | 0  | 0     |
| Juventud                  | Uruguay   | 2006-07 |    | 0     |
| Peñarol                   | Uruguay   | 2007-09 | 13 | 0     |
| Kalamata                  | Grecia    | 2009    | 1  | 0     |
| Astra Ploiesti            | Rumania   | 2010    | 0  | 0     |
| Boston River              | Uruguay   | 2010    | 25 | 0     |
| Cerrito                   | Uruguay   | 2011    | 14 | 0     |
| Deportivo Maldonado       | Uruguay   | 2012    | 12 | 0     |
| Juventud Unida (San Luis) | Argentina | 2012-16 | 44 | 0     |
| Guaraní Antonio Franco    | Argentina | 2016    | 5  | 0     |
| El Tanque Sisley          | Uruguay   | 2016-17 | 25 | 0     |
| Juventud Unida (San Luis) | Argentina | 2017-19 |    | 0     |

### Como manager
| Club                      | País      | Año     |
| ------------------------- | --------- | ------- |
| Juventud Unida (San Luis) | Argentina | 2019-23 |
| Club Atlético Mitre       | Argentina | 2024-   |